# 올림픽 럭비
올림픽 럭비는 올림픽에서 럭비 유니언(15인제 럭비)으로 경기를 겨루는 올림픽 경기 종목이다. 1900년, 1908년, 1920년, 1924년에 하계 올림픽의 정식 종목으로 채택되었고, 2009년 10월 9일 덴마크 코펜하겐 벨라센터에서 개최된 국제 올림픽 위원회 121차 총회에서 2016년 하계 올림픽부터 정식 종목으로 골프와 함께 7인제 럭비를 채택하기로 결정되었다.

## 메달 집계
| 순위 | 국가           | 금메달 | 은메달 | 동메달 | 합계 |
| ---- | -------------- | ------ | ------ | ------ | ---- |
| 1    | 미국           | 2      | 0      | 0      | 2    |
| 2    | 프랑스         | 1      | 2      | 0      | 3    |
| 3    | 오스트랄라시아 | 1      | 0      | 0      | 1    |
| 4    | 영국           | 0      | 2      | 0      | 2    |
| 5    | 독일           | 0      | 1      | 0      | 1    |
| 6    | 루마니아       | 0      | 0      | 1      | 1    |
| 합계 | 합계           | 4      | 5      | 1      | 10   |

## 세부 종목
| 종목 | 00 | 08 | 20 | 24 | 계 |
| ---- | -- | -- | -- | -- | -- |
| 남자 | •  | •  | •  | •  | 4  |
| 계   | 1  | 1  | 1  | 1  | 2  |

## 참고 자료
- “럭비”. SR/Olympic Games. 2008년 7월 31일에 원본 문서에서 보존된 문서. 2011년 12월 20일에 확인함.
- “럭비”. 국제 올림픽 위원회.